# Station Derby
Derby of Derby Midland is het spoorwegstation in Derby, in Derbyshire.
Derby is gelegen aan de kruising van de Midland Main Line route van Sheffield en Leicester naar Station London St Pancras en de Cross Country Route van Zuidwest-Engeland naar Noordoost-Engeland.

## Treinverbindingen
Treinen worden gereden door East Midlands Railway en CrossCountry.
| Treinsoort                       | Route | Hoe vaak?  | Bijzonderheden |
| -------------------------------- | --- | ---------- | -------------- |
| Intercity (East Midlands Trains) | London - Leicester - Derby - Sheffield                                                                          | 1x per uur |                |
| Intercity (East Midlands Trains) | London - Leicester - Loughborough - East Midlands Parkway - Derby - Sheffield                                   | 1x per uur |                |
| Intercity (CrossCountry)         | Edinburgh - Newcastle - York - Leeds / Doncaster - Sheffield - Derby - Birmingham - Bristol - Exeter - Plymouth | 1x per uur |                |
| Intercity (CrossCountry)         | Edinburgh - Newcastle - York - Leeds / Doncaster - Sheffield - Derby - Birmingham - Reading - Southampton       | 1x per uur |                |
| Intercity (CrossCountry)         | Cardiff - Gloucester - Birmingham - Derby - Nottingham                                                          | 1x per uur |                |
| Stoptrein (East Midlands Trains) | Matlock - Derby - Nottingham                                                                                    | 1x per uur |                |
| Stoptrein (East Midlands Trains) | Crewe - Stoke-on-Trent - Derby                                                                                  | 1x per uur |                |